# 盧廣 (明朝)
盧廣（1372年—？），字彥高，直隸鳳陽府壽州人，民籍，明朝政治人物。進士出身。

## 生平
國子生，應天府鄉試第一十一名。建文二年（1400年）庚辰科會試第七十三名，殿試登進士三甲。

## 家族
曾祖盧敬先、祖父盧宗遠，父亲盧克孝。